# Mustafa Darir
Mustafâ Darîr (mort après 1400) est un écrivain ottoman du XIVe siècle, né à Erzurum, en Turquie actuelle. Son nom provient du fait qu'il était aveugle de naissance. Comme d'autres poètes anatoliens de la même époque, il visita la ville mamelouke du Caire, après un premier voyage à Karaman. Il est notamment l'auteur d'une Vie du Prophète (Siyar-i Nabi, 1377-1388) en turc, rédigée à la demande du sultan Al-Mansûr Alâ ad-Dîn Ali. Il traduisit aussi en turc un recueil de hadith.